# Kolej Bajkalsko-Amurska

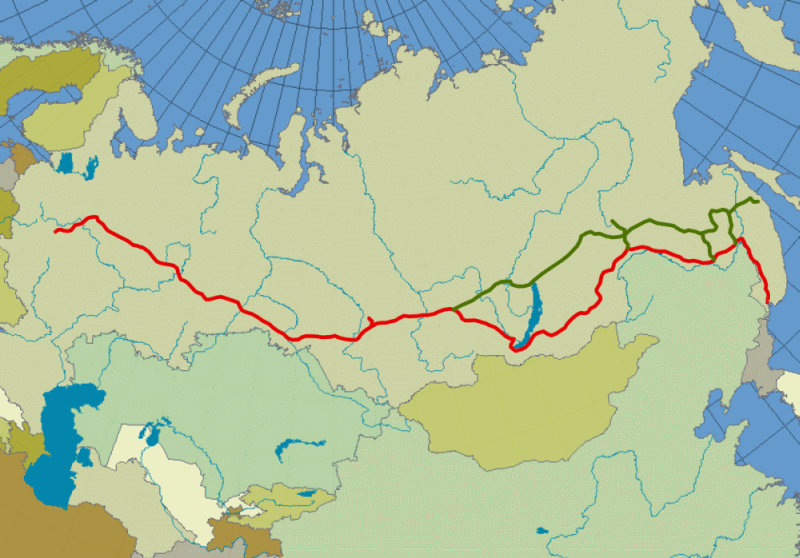
Linia transsyberyjska – linia czerwona
Kolej Bajkalsko-Amurska – linia zielona

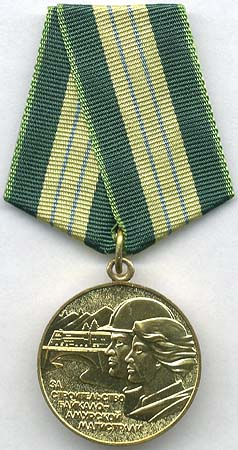
Medal za Budowę Bajkalsko-Amurskiej Magistrali

Kolej Bajkalsko-Amurska (ros. Байкало-Амурская магистраль, Bajkało-Amurskaja magistral, BAM) – linia kolejowa w Rosji, przechodząca przez wschodnią Syberię i rosyjski Daleki Wschód.
Linia ma długość 4234 km i biegnie około 680–840 km na północ od Kolei Transsyberyjskiej i równolegle do niej. Została wybudowana jako alternatywa dla linii transsyberyjskiej z powodów strategicznych, szczególnie ze względu na bliskość granicy chińskiej.

## Przebieg
BAM rozpoczyna się w mieście Tajszet odchodząc od Kolei Transsyberyjskiej, przekracza Angarę w Bracku, przekracza Lenę w miejscowości Ust´-Kut, mija Bajkał przy jego północnym krańcu przechodzi przez Tyndę, przekracza Amur w Komsomolsku nad Amurem, a kończy nad brzegiem Oceanu Spokojnego w mieście Sowiecka Gawań.

## Historia
Odcinek z Tajszetu do Bracka został wybudowany w latach 30. XX w. Większość odcinka dalekowschodniego została zbudowana w latach 1944–1946 przez więźniów gułagów, głównie niemieckich i japońskich jeńców wojennych. Uważa się, że w czasie budowy zmarło ich około 150 tysięcy. Po śmierci Józefa Stalina w 1953 roku budowa praktycznie ustała na dwadzieścia lat. W marcu 1974 roku Leonid Breżniew ogłosił, że budowa BAM jest wielkim wyzwaniem dla Komsomołu.
We wrześniu 1984 roku zostały połączone ze sobą części wschodnia i zachodnia. Zachodnie media nie uczestniczyły w tym historycznym wydarzeniu, aby władze radzieckie nie musiały odpowiadać na niewygodne pytania dotyczące funkcjonalności linii i warunków pracy robotników. W rzeczywistości w tym czasie jedynie jedna trzecia linii w pełni funkcjonowała, a praca przymusowa była szeroko stosowana.
Budowa linii została ukończona w 2003 r.

## Film dokumentalny
- BAM: Kolej przez tajgę, prod. Finlandia, reż. Jouni Hiltunen, 2008